# Ваља Лупулуј (Јаши)
Ваља Лупулуј (рум. Valea Lupului) насеље је у Румунији у округу Јаши у општини Ваља Лупулуј. Oпштина се налази на надморској висини од 91 m.

## Становништво
Према подацима из 2002. године у насељу је живело 3075 становника, од којих су сви румунске националности.